# Srdcový vrah
Srdcový vrah (v anglickém originále Heart Eyes) je americká romantická slasherová filmová komedie z roku 2025, kterou režíroval Josh Ruben a jíž napsali Phillip Murphy, Christopher Landon (který je také producentem) a Michael Kennedy. Ve filmu hrají Olivia Holt a Mason Gooding jako dvojice spolupracovníků, které si sériový vrah splete jako pár; dále hrají Gigi Zumbado, Michaela Watkins, Devon Sawa, Yoson An a Jordana Brewster.
Film byl do kin uveden 7. února 2025 společností Screen Gems (prostřednictvím Sony Pictures Releasing) v Severní Americe a společností Republic Pictures (prostřednictvím Paramount Pictures) v zahraničí. Film získal vesměs pozitivní hodnocení kritiků a celosvětově utržil 32 milionů dolarů.

## Děj
V USA řádí sériový vrah přezdívaný „Heart Eyes“, který každoročně na Valentýna zabíjí zamilované páry. Letos se přesune do Seattlu, kde zavraždí dva páry – v vinařství a ve wellness centru. Na místě činu je nalezen snubní prsten s iniciály „J.S.“
Ally McCabe, designérka v klenotnické firmě, je po rozchodu s přítelem zesměšněna kvůli reklamě s tragickými páry. Její šéfová Crystal ji spojí s konzultantem Jayem Simmondsem, kterého už Ally potkala v kavárně. Jay navrhne společnou večeři jako inspiraci pro kampaň. Během večera se pohádají, ale později se usmíří. Jay doprovodí Ally domů, kde jí pomáhá dostat se dovnitř, přičemž se poraní. Když mu Ally ošetřuje ruku, napadne je vrah. Zabije taxikáře, Jay je omráčen a Ally uprchne. Jay je zatčen – má u sebe masku a vražednou zbraň.
Policie odhalí, že Jayovy iniciály odpovídají těm na prstenu a byl ve městech, kde došlo k dřívějším vraždám. Ally čeká na stanici, když náhle dojde k výpadku proudu. Heart Eyes zabije policistku a později i detektiva Hobbse. Ally osvobodí Jaye a prchají do autokina. Zde se znovu objeví vrah a zabíjí další diváky. Ally a Jay ho nakonec smrtelně zraní. Když mu sundají masku, je to neznámý muž. Ally je ošetřována, Jay odjíždí s detektivkou Shaw.
Později Ally volá skutečný vrah – drží Jaye jako rukojmí. V kapli se ukáže, že za vraždami stáli IT technik David a detektivka Shaw, manželé s úchylkou na společné zabíjení. Jejich motivem byla zábava. Nabídnou Ally volbu – buď zabije sebe, nebo Jaye. Ally však postřelí Shaw a nechtěně poraní i Jaye. V následném boji Ally ubodá Davida a Shaw skončí probodnutá sochou svatého Valentýna. David se naposledy pokusí zaútočit, ale Jay ho zastřelí.
O rok později se Ally vrací na lékařskou fakultu. S Jayem jdou na další film a ona mu navrhne sňatek – a on souhlasí. Po titulcích přijde scéna, kdy Ally přiijme děsivý telefonát, z něhož se vyklube žert její kamarádky Moniky. Spojení se náhle přeruší.